# Thy Disease
Thy Disease est un groupe de cyber et death metal polonais, originaire de Cracovie. Formé en 1999, le groupe compte au total six albums studio, un DVD et une démo. Ils sont actuellement signés au label Mystic Production.

## Biographie
Le groupe est formé en 1999 à Cracovie, à l'initiative du guitariste Dariusza Stycznia. Il est ensuite rejoint par le chanteur Michała « Psycho » Senajko, et le claviériste Jarosława Barana. Cette même année, ils enregistrent au Yaro Home Studio leur première démo intitulée Art of Decadence, composée de quatre chansons originales et d'une reprise de la chanson Frozen de Madonna qui fait participer la chanteuse Anna Wojtkowiak. Peu après, ils sont rejoints par le guitariste Piotr « Pepo » Woźniakiewicz, le bassiste surnommé « VIH », et le batteur Krystian « Pinocchio » Skowiniak. En décembre 1999, le groupe participe au Metal Millenium Party, organisé par Vox Mortis et Eternal Blackness.
En janvier 2001, le groupe effectue des changements de formation. Ils sont rejoints par le bassiste Marek « Marcotic » Kowalski, du groupe Crionics, et par le claviériste Jakub « Cube » Kubica. En automne 2001, le groupe signe un contrat de trois albums au label Metal Mind Productions. Cette même année, le groupe publie son premier album, intitulé Devilish Act of Creation. L'album est bien accueilli par les lecteurs du magazine Metal Hammer en début de l'année ; les magazines Mystic Art et Thrash'em All le classent cinquième et sixième, respectivement cinquième et sixième positions. En mars 2002, le groupe joue au festival Metalmania, aux côtés de groupes tels que Paradise Lost, Tiamat, Moonspell, Cannibal Corpse et Immortal. En juin la même année, Skowiniak quitte le groupe et est remplacé par Maciej Kowalski. En septembre 2002, ils enregistrent leur deuxième album, intitulé Cold Skin Obsession.
Le 8 septembre 2002, le groupe joue aux côtés de Vader, Krisiun et Decapitated, dans un concert qui sera enregistré et publié en DVD et VHS sous le titre Extreme Obsession Live en 2004. Entretemps, Woźniakiewicz quitte le groupe. Au passage de 2003 à 2004, le groupe enregistre son troisième album Neurotic World of Guilt. Il est assez bien accueilli par la presse spécialisée et les fans, et marque la fin de leur contrat avec Metal Mind Records. Entretemps, Kowalskiego quitte le groupe, et est remplacé par Jakub « Cloud » Chmura du groupe Sceptic.
En 2006, ils publient leur quatrième album, Rat Age (Sworn Kinds Final Verses). Entre septembre et octobre, le groupe donne une série de concerts dans le cadre du Rat Race Tour 2006. Ils tournent avec Virgin Snatch, Sceptic et Rasta. En 2008, le groupe commence à travailler sur son prochain album studio. Ils invitent à la session d'enregistrement Wacław « Vogg » Kiełtyka, leader du groupe Decapitated. Toujours en 2008, le groupe s'associe avec Rafałem Brauerem à la basse. En 2009, le groupe signe un contrat avec le label Mystic Production. Le 30 novembre la même année, ils publient leur cinquième album, intitulé Anshur-Za. En 2011, le groupe se sépare de Kubica, Senajko et Chmura.

## Membres

### Membres actuels
- Sebastian « Syrus » Syroczyński – chant (2010 ; depuis 2011)
- Dariusz « Yanuary » Styczeń – guitare, basse, programmations (depuis 1999)
- Piotr « VX » Kopeć – clavier (depuis 2011)
- Andrzej Hejmej – basse (depuis 2013)
- Artyom Serdyuk – basse (2011-2013), guitare (depuis 2013)
- Ireneusz « Ireq » Gawlik – percussions (depuis 2012)

### Anciens membres
- Jarosław « Jaro » Baran – claviers, programmation (1999-2001)
- Jakub « Cube » Kubica – clavier (2001-2011)
- Michał « Psycho » Senajko – chant (1999-2011)
- Hiv – basse (1999-2001)
- Marek « Marcotic » Kowalski – basse (2001-2004)
- Marcin « Novy » Nowak – basse (2011-2012)
- Krystian « Pinocchio » Skowiniak – percussions (1999-2002)
- Maciej « Darkside » Kowalski – percussions (2002-2005)
- Jakub « Cloud » Chmura – percussions (2005-2011)
- Paweł « Paul » Jaroszewicz – percussions (2011-2012)
- Piotr « Pepek » Woźniakiewicz – guitare (1999-2003)
- Rafał « Brovar » Brauer – basse (session, 2008-2011), guitare (2011-2012)